# Drapier
Pour l’article ayant un titre homophone, voir Drappier.
Pour les articles homonymes, voir Draper et Drapier (homonymie).
Un drapier est une personne dont l'activité est de fabriquer et de vendre des draps utilisés pour confectionner des vêtements destinés à toutes les classes sociales, des tentures et des tapisseries servant à orner les murs des demeures et des édifices religieux.

## Présentation

### Une corporation au Moyen Âge

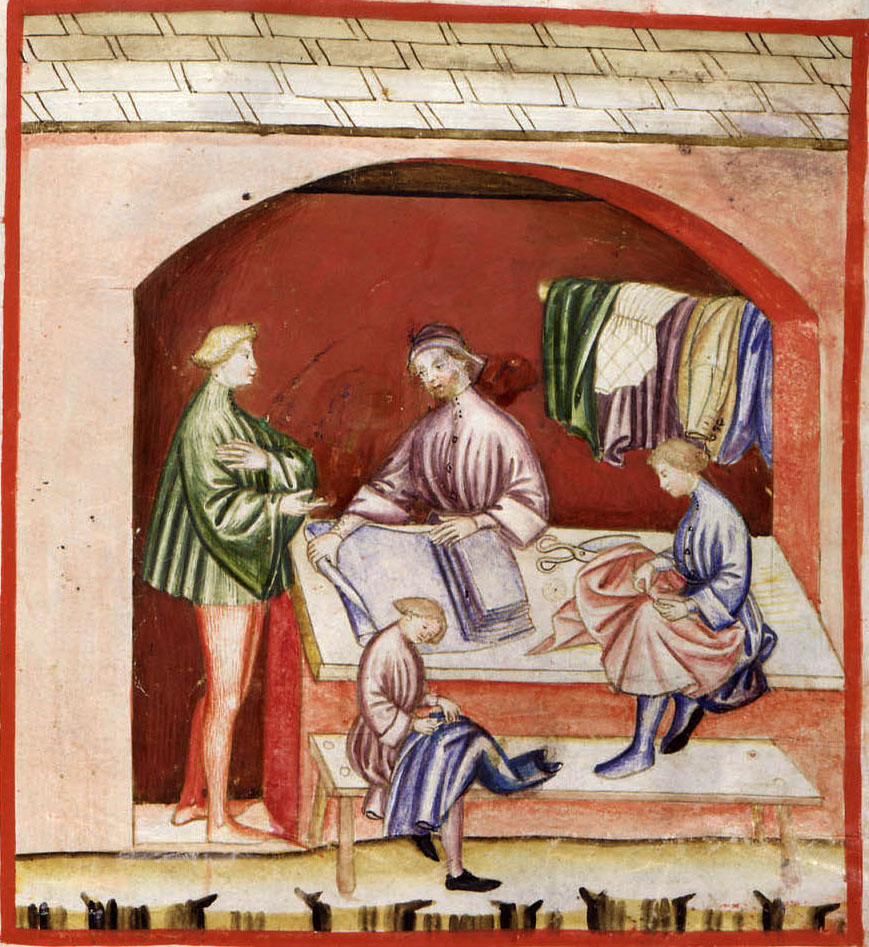
marchands de soie, Tacuinum sanitatis.

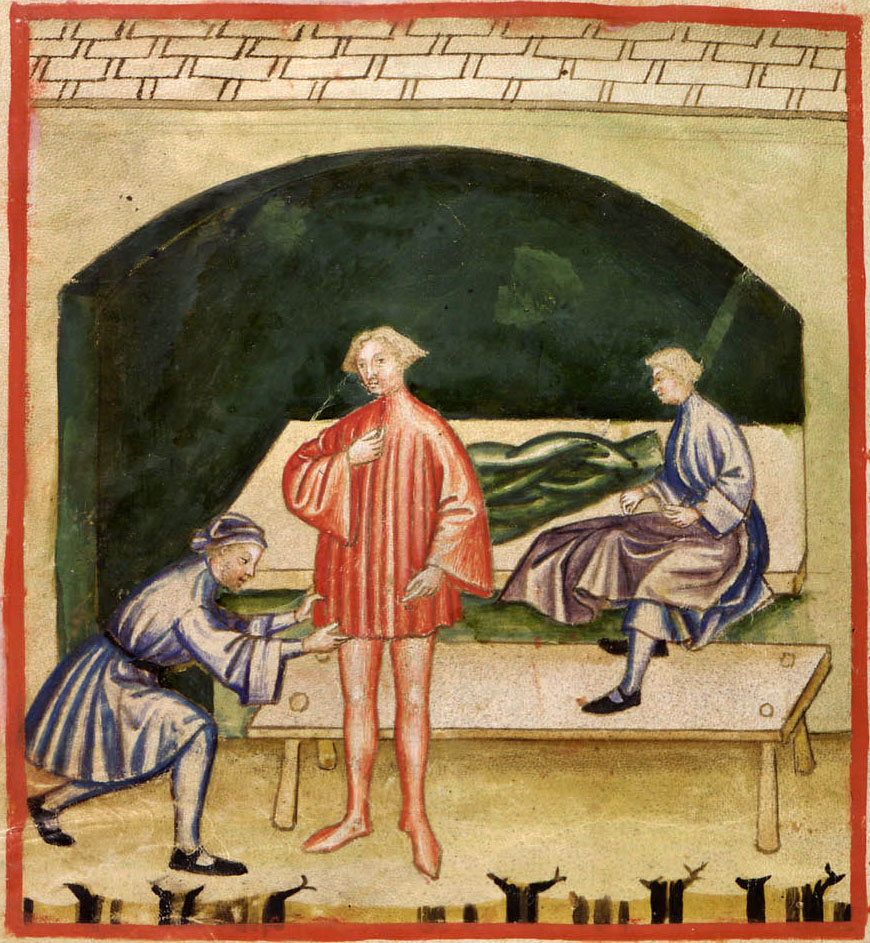
Marchands de tissus à la Renaissance, Tacuinum sanitatis.

Au Moyen Âge, cette profession était exercée entre autres par de riches corps de marchands. Ceux-ci organisent la production du tissu en contrôlant plus ou moins toute la filière de production textile.
Ils achètent le tissu grossier auprès de tisserands et le transforment en produit fini en trois grandes étapes.
En premier lieu, ils le confient à des artisans appelés les pareurs, ou lisseurs, qui doivent  lui enlever les nœuds et le feutrer pour l'adoucir.
Ensuite, ils le confient à des foulonniers, qui foulent les tissus au pied pour lui donner plus de corps. Au fur et à mesure de l'avancée du Moyen Âge, cette étape est confiée à des moulins hydrauliques en plaçant des maillets sur les arbres à cames, ces moulins sont appelés des Foulons.
Ensuite, ils le teintent, étape délicate qui donne une grande valeur ajoutée au produit.

### Le pavillon des Drapiers: lieu de la mode à Paris
De 1648 à 1868 il existait au 11 rue des Déchargeurs, à Paris, un Pavillon des Drapiers, qui était lieu de rencontre des professionnels de la mode. Construit par les architectes Sebastian Bruant et son fils Jacques Bruant le bâtiment était un chef-d'œuvre de l'architecture dans le classicisme français. Le Pavillon a été remplacé par la Crèmerie de Paris qui est redevenue un haut lieu de la mode .